# リカルド・トッサーニ
リカルド・トッサーニ（Riccardo Tossani、1957年7月20日 - ）は、イタリア系オーストラリア人の建築家。
東京に本社を置く国際的な設計事務所、株式会社リカルド・トッサーニ・アーキテクチャーのチーフアーキテクト。同事務所はリカルド・トッサーニの指揮の下、インテリアデザインやマスタープランを建築に融合させるというルネサンス伝統の考え方を取り入れ、包括的なアプローチによる建築・設計を手がけている。

## 概要
リカルド・トッサーニは現代的な設計で知られており、その多彩な実績は世界的メディアにも多く取り上げられている。日本では、今のニセコを築いた建築家として、ニセコの立役者としての認知度も高い。また、数多くの賞を受賞しており、国内ではボランティアとして社会貢献を目的とした事業にも積極的に参加している。
国内の地方コミュニティの都市再生事業にもボランティアでのコンサルティングを積極的に提供。また、2011年東日本大震災後の政府の対応や復興に関する書籍「 "Natural Disaster and Nuclear Crisis in Japan" 」(著：ジェフ・キングストン）にも共著している。自家用飛行機専用の計器飛行資格を取得している。

## 学歴
幼少の頃、奨学生としてダンテ・アリギエーリ協会にてイタリア語および文化を学び、建築様式やデザイン（意匠）への関心を深める。当初は航空機設計者やパイロットとして航空業界への就職を志望していたが、アデレードでの門戸は狭く、建築を学ぶことに決めた。1981年4月、アデレード大学建築学部を優秀な成績で卒業。ここで、イタリアの歴史、文化、言語への強い関心に基づいた世界観が育まれた。
在学中は、持続可能かつ環境に配慮した設計への関心を深め、建築家ロバート・マーシャルに師事。18ヶ月にも及ぶ就業体験を経て、その関心をさらに強めた。マーシャルは、賛否両論を受けながらもメルボルンのエルサム州知事を務めたオーストラリア人建築家で、土壁を用いた現代的な建築設計を推進したことで知られている。
その後、フィレンツェ大学でイタリアの都市計画について学び、さらにアメリカのハーバード大学デザイン大学院で建築・都市デザイン学の修士号を取得。優等な成績を収めた。

## 職歴
アデレード大学卒業を間近に迎えた1980年12月、アデレードにて最初の事務所を設立。その事務所では、サステナブルデザインの実現として環境パフォーマンスや熱性能を考慮した設計を専門に現代住宅を手掛ける。プロジェクトがメディアに取り上げられたことをきっかけにトッサーニは一躍注目を集め、地域の大学で現代建築や土建築の技術について講義も行うようになった。まもなくオーストラリア人建築家ピーター・ヴィリスとともに、ヴィリス・トッサーニ・アーキテクツ事務所をアデレードに設立。事務所の設立から数年間に、建築設計の美しさと大規模な都市環境設計の複雑さへの関心が高まり、1984年2月、中国をはじめとしたアジアおよびヨーロッパ地域の研修旅行に出発。特に中国では、設計哲学に見られる政治、イデオロギー、形而上学の融合について幅広く学び、それに関連して「建築家とは分野を跨いで自在に創造力を操る多才なアーティストであるとするルネサンスの思想」を取り入れる方法についても検討した。
これらのテーマを追求し、建築や都市設計に関する専門的な知見を広げるため、1984年9月からフィレンツェに移住。フィレンツェ大学の建築学教授らによる共同事業である「アルコプロジェッティ」の建築・都市設計事務所で働き始めた。パオロ・シーカ教授がその事務所の名誉所長を務めていた。シーカ教授は、アルノ川に架かるポンテ・アル・インディアノ橋など、数々の有名な現代建築を手掛けた実績を持つ建築家である。アルコプロジェッティでは、フィレンツェ大学の科学部新キャンパスのプロジェクト（ノーマン・フォスター、マリオ・ボッタ、リチャード・マイヤー、シーザー・ペリなどの有名建築家も参加）をはじめ、様々な設計プロジェクトに携わった。また、市を両断しての建設が予定されていたフィレンツェ・ピサ・リボルノを結ぶ高速道路（FI-PI-LI）に付随したフィレンツェの都市設計にも従事した。また、フィレンツェ大学で都市計画を学び、ペンシルベニア州立大学のフィレンツェキャンパスでは建築を学ぶ学生の指導や学術論文の翻訳に従事したほか、グラツィア・ゴッビ・シーカの著したフィレンツェの近代建築に関する書籍の翻訳も行った。
1986年9月にはアメリカに移住し、ハーバード大学デザイン大学院（GSD）建築・都市デザイン学科の修士課程に進学。単位互換制度を利用し、マサチューセッツ工科大学（MIT）建築・計画スクールでも学んだ。1988年、GSDを首席で卒業し、建築・都市デザインの修士号を取得。さらに、「Award for Greatest Overall Achievement in the Class of 1988 for Leadership and Excellence in Academic Studies（1988年卒生の中で、学術研究におけるリーダーシップや研究の優秀さについて最も優秀な総合成績を収めた学生に対して与えられる賞）」を受賞した。ハーバード大学卒業後、スキッドモア・オーウィングズ・アンド・メリル（SOM）のロンドン事務所からカナリー・ワーフプロジェクトへの参加オファーを受けたが、これを辞退し、ロサンゼルスに移住してペレイラ・アソシエイツ（後に "Johnson Fain Partners" に改称）でスコット・ジョンソンやビル・フェインの下で働くことを決意。こうして、アヴァンギャルド建築やアーバニズムでますます注目を集めていたロサンゼルスの都市で、建築や都市設計への関心を追求するようになる。JFではグアム事務所の初代ディレクターとなり、建築家兼都市デザイナーとして高級住宅、南太平洋のリゾート施設、テキサス州の超伝導超大型加速器（SSC）研究施設に加え、サクラメントやバンコクにおける地域社会・都市マスタープラン構築など、数々のプロジェクトに参加した。

## 株式会社リカルド・トッサーニ・アーキテクチャー
1997年、東京に拠点を移し、インテリアデザイナーでパートナーでもあるトッサーニ糸田敦子と共同で自身の事務所を設立。「ヴィラコロンナ」で受賞した1998-1999年グッドデザイン賞など、数々の賞を受賞したことを受け、同事務所は日本をはじめ、世界中の大手企業クライアントから受注するまでに急速な成長を遂げ、日本、アメリカ、オーストラリア、タイ、中国、イタリアの各国でプロジェクトを展開している。また、北海道のリゾート地ニセコのプロジェクトも手掛けており、数々のホテル、リゾート、個人向け住宅などの設計やマスタープラン構築に従事。ヒラフマスタープランや、都市再生プロジェクトである「ヒラフ坂メインストリートの再構築」などに従事することで、社会貢献を目的とした事業にも取り組んでいる。
トッサーニは、都市計画に加え、建物、インテリアデザイン、工業デザインを融合する分野横断的アプローチを採用し、日本をはじめ、タイ、イタリア、オーストラリアなど、世界各国で住宅やリゾート施設、商業施設のプロジェクトを手掛けている。

## 主な実績
その実績は世界各国のメディアから注目を浴びている。ジョルジオ・アルマーニの六本木ヒルズ旗艦店、高級イタリアファッションブランドGASの表参道旗艦店などの商業施設のほか、Mレジデンス、Rレジデンス、Tレジデンス、Kレジデンス、代沢レジデンスといった個人向け住宅に加え、フォレストエステートなどのリゾートホテルや集合住宅プロジェクトなどがある。その他の実績で国際メディアに取り上げられたものとして、リングチャペル、ブーゲンビリアチャペル、グアムのタモン湾にあるウェスティンリゾートのロイヤルビーチクラブ、タイサムイ島のAKATSUKIリゾートなどがある。李澤楷が設立したパシフィック・センチュリー・プレミアム・デベロップメント（PCPD）主催の国際設計コンテストの結果、トッサーニはニセコHANAZONOリゾートのマスターアーキテクトに任命された。地方自治体職員や経済界の第一人者から委嘱を受けるマスタープランニング委員会に任命され、ニセコ地域、近隣の倶知安町、その周辺の田園地域の美化に向けた10年間のマスタープランを構築。このプロジェクトは、日本政府から1億ドルの補助金を受けている。
2012年には、「Natural Disaster and Nuclear Crisis in Japan（日本における自然災害と原発危機）」の執筆に参加（ラウトレッジが出版）。同著は日本の三重災害のテーマについて最も包括的な分析を行った書籍といえる。トッサーニは、「Thousand-year event – Towards reconstructing communities（千年に一度の出来事 ― コミュニティの復興に向けて）」というタイトルで寄稿し、2011年東日本大震災後の復興政策や復興計画に関する考察を行っている。同著による収入は、すべて東日本大震災の被災者のためのチャリティーに寄付されている。

## 哲学
建築家が限られた特定の機能に特化する傾向を否定し、建築家とは知性と創造力を活かし、建物とインテリアデザイン、都市計画と工業デザインを融合させる分野横断的職業である、とするルネサンスの思想に共鳴。トッサーニの作品は、選び抜かれた素材のみを用いること、自然の素材やスペース、光を際立たせ、シンプルでありながらも革新的な建築様式であること、そして可能な限り代替エネルギーを採用することを特徴としている。また、文化的・物理的コンテクストと調和した融合を目指しており、自然の中にある要素をイメージさせる隠喩的な建築様式の中に強く投影されている。

## 社会貢献の実績
北海道虻田郡倶知安町、ヒラフ坂メインストリートのマスタープランを手掛け、リゾート地として急速に世界の注目を集めているこの地域の都市再生戦略の一端を担った。その他の社会貢献事業として、東京にある正統派ユダヤ教徒（ハバット）のコミュニティセンター、ハバットハウスのコンセプトデザインを作成した実績を持つ。